# Địa thượng Thiên tiên
Địa thượng Thiên tiên là tên gọi chung cho các vị thần tiên Trung Hoa được cho là thuộc về dòng Địa tiên, nghĩa là tu hành thành tiên và ngụ trên mặt đất chứ không phải lên trên trời. Họ thường được nhắc tới trong Thần thoại Trung Quốc hoặc trong Đạo giáo.
Một số vị Địa tiên:

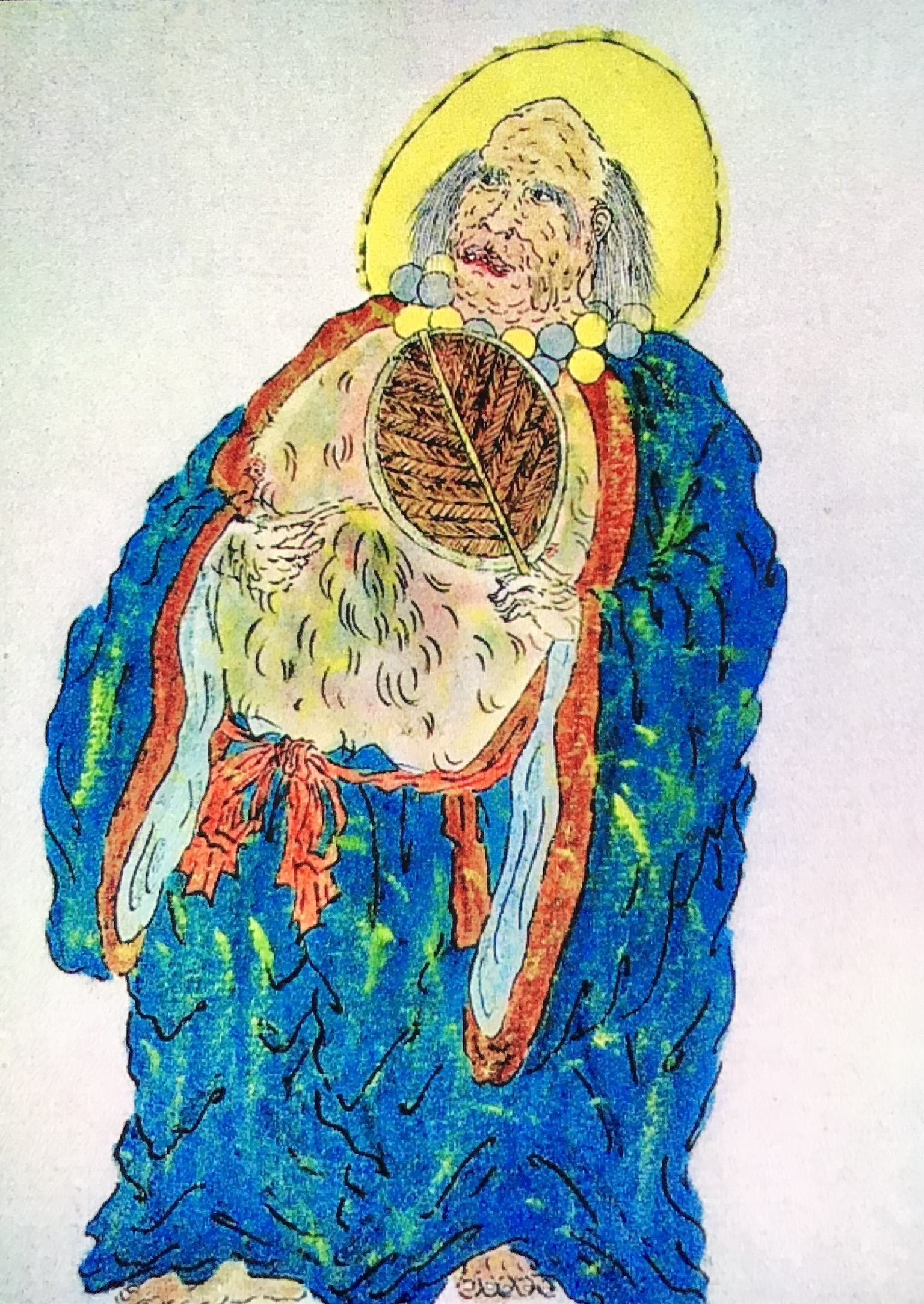
Xích Cước đại tiên

- Khương Tử Nha (cũng là Đông Hoa đế quân, thời cổ cho là Mộc Công)
- Bồng Lai tam tiên, hay Phúc Lộc Thọ tam tinh: Phúc thần thiên quan đại đế, Tài thần Triệu Công Minh, Thọ tinh Nam cực tiên ông, Nữ thọ tinh là Ma Cô
- Chân Vũ đại đế, Cửu thiên Hàng ma Nguyên soái, Huyền Vũ nguyên soái
- Quy xà nhị tướng (Thái huyền Thủy tinh Hắc linh tôn thần, Thái huyền Hỏa tinh Xích linh tôn thần)
- Tiểu Trương thái tử, Ngũ đại thần long
- Trấn Nguyên đại tiên (Dữ Thế Đồng Quân đại tiên): là một Đại Tiên xuất hiện trong tác phẩm Tây Du Ký
- Xích Cước đại tiên (Tây Du Ký): mặc dù là Địa tiên nhưng ông có thể tự do ra vào Thiên cung.
- Bồ Đề Tổ Sư hay Bồ Đề Lão Tổ (Tây Du Ký): là thầy của Tôn Ngộ Không. Pháp lực cực kỳ cao thâm, hành tung bí ẩn và nằm ngoài Tam Giới.
- Hổ Lực đại tiên: nhân vật trong Tây Du Ký, vốn là con Hổ đã tu luyện thành người, đại quốc sư ở Xa Trì quốc, có phép lạ nếu bị chặt đầu vẫn nối lại được.
- Lộc Lực đại tiên: nhân vật trong Tây Du Ký, vốn là con Nai đã tu luyện thành người, nhị quốc sư ở Xa Trì quốc, có tài mổ bụng moi gan vẫn sống như thường.
- Dương Lực đại tiên: nhân vật trong Tây Du Ký, vốn là con Dê đã tu luyện thành người, tam quốc sư ở Xa Trì quốc, có tài tắm trong vạc dầu sôi mà không hề hấn gì.
- Kim Quang đại tiên: nhân vật trong phim truyền hình Tân Tây Du Ký khởi quay năm 2008, chính là phiên bản của Bách Nhãn ma quân nguyên tác, vốn là con rết thành tinh, sư huynh của 7 yêu tinh nhện.